# Włodzimierz Wołyniec
Włodzimierz Wołyniec (ur. 1 stycznia 1961 w Oławie) – polski ksiądz katolicki, profesor nauk teologicznych, rektor Papieskiego Wydziału Teologicznego we Wrocławiu (w latach 2014-2022), rektor Metropolitalnego Wyższego Seminarium Duchownego we Wrocławiu (2022-2025).

## Życiorys
Święcenia kapłańskie przyjął 1 czerwca 1985 we Wrocławiu, następnie pracował jako wikariusz w Parafii Świętych Apostołów Piotra i Pawła w Strzegomiu. W latach 1987–1991 studiował na Uniwersytecie św. Krzyża w Rzymie i obronił tam pracę doktorską Il valore rivelativo dell´opposizione umana alla Parola di Dio nei Vangeli. Interpretazione di s. Tommaso d’Aquino e di alcuni esegeti contemporanei (w 2003 doktorat został nostryfikowany na PWT we Wrocławiu). Następnie pracował jako notariusz Metropolitarnej Kurii Wrocławskiej (1991-1992) i duszpasterz akademicki w Centralnym Ośrodku Duszpasterstwa Akademickiego we Wrocławiu (1991-1994). W latach 1994–1996 był prefektem Metropolitarnego Wyższego Seminarium Duchownego we Wrocławiu, w latach 1996-1999 ojcem duchownym tegoż seminarium. W latach 1999–2001 przebywał na urlopie naukowym, następnie został wicerektorem wrocławskiego seminarium, odpowiedzialnym za tzw. annus propedeuticus (2001-2004). W 2003 habilitował się na podstawie pracy Personalistyczna interpretacja łaski na przykładzie teologii Macieja Józefa Scheebena i niemieckiej charytologii XIX wieku. W latach 2004–2007 pełnił funkcję prorektora PWT ds. studenckich, w 2006 mianowany profesorem nadzwyczajnym w Instytucie Teologii Systematycznej PWT. W 2012 otrzymał tytuł profesora nauk teologicznych. W 2014 został wybrany rektorem PWT.
W 2009 został mianowany kanonikiem honorowym Kapituły Metropolitarnej Wrocławskiej, w latach 2011-2014 był prezesem Towarzystwa Teologów Dogmatyków w Polsce.
Od lutego 2022 do czerwca 2025 był rektorem Metropolitalnego Wyższego Seminarium Duchownego we Wrocławiu.

## Książki
- Personalistyczna interpretacja łaski na przykładzie teologii Macieja Józefa Scheebena i niemieckiej charytologii XIX wieku (2003)
- Tajemnice Boga i człowieka w teologii Jana Pawła II (2006)
- Jezus i opozycja w świetle teologii objawienia, Wydawnictwo Księgarni Archidiecezjalnej Tum, Wrocław 2007,  ISBN 9788374540513
- Maryja w pełni objawienia, Wydawnictwo Księgarni Archidiecezjalnej Tum, Wrocław 2007  ISBN 9788374540650
- Duch Święty i Kościół w pełni Objawienia, Wydawnictwo Księgarni Archidiecezjalnej Tum, Wrocław 2008, ISBN  9788374541008
- Objawienie Jedynego Boga w Trójcy, Wydawnictwo Księgarni Archidiecezjalnej Tum, Wrocław 2008, ISBN  9788374540797
- Pełnia łaski w Chrystusie, Wydawnictwo Księgarni Archidiecezjalnej Tum, Wrocław 2011, ISBN  9788374541862
- Na drodze wiary: całkiem inne kazania rekolekcyjne, Wydawnictwo Księgarni Archidiecezjalnej Tum, Wrocław 2010,   ISBN  9788374541312
- Reinterpretacja doktrynalnych wypowiedzi Magisterium Kościoła od 50 do 325 roku (2011)